# Chiwetel Ejiofor
Pour les articles homonymes, voir Ejiofor.
Chiwetel Ejiofor [ˈtʃuːətɛl ˈɛdʒioʊfɔːr] est un acteur, réalisateur et scénariste britannico-nigérian, né le 10 juillet 1977 à Forest Gate.

## Biographie

### Jeunesse et formation
Chiwetel Ejiofor est issu d'une famille nigériane, d'origine Igbo. Ses parents, un médecin et une pharmacienne, fuient la guerre du Biafra et s'installent à Londres. Il naît en 1977 à Forest Gate, un quartier du district de Newham. Sa sœur, Zain Asher, est présentatrice à CNN. Il découvre le théâtre durant sa scolarité au Dulwich College. Il suit les cours du National Youth Theatre, puis entre à la London Academy of Music and Dramatic Art.

### Carrière cinématographique

#### Révélation critique en Angleterre
Après un rôle dans un téléfilm, l'acteur est révélé par sa participation au film historique Amistad, de Steven Spielberg.
Il continue à enchaîner les rôles dans des téléfilms et séries britanniques, avant de décrocher le premier rôle masculin du drame My Friend Soweto en 2001, puis Dirty Pretty Things en 2002. Il y est dirigé par Stephen Frears, et évolue aux côtés de la Française Audrey Tautou. Sa prestation le révèle vraiment auprès de la critique, lui permettant de décrocher une poignée de nominations et quelques récompenses, dont le prix du meilleur acteur aux British Independent Film Awards.
Il intègre l'année suivante la distribution principale de la série thriller britannique Trust. La même année, il fait partie du large casting choral de la populaire comédie Love Actually, de Richard Curtis.

#### Ascension hollywoodienne

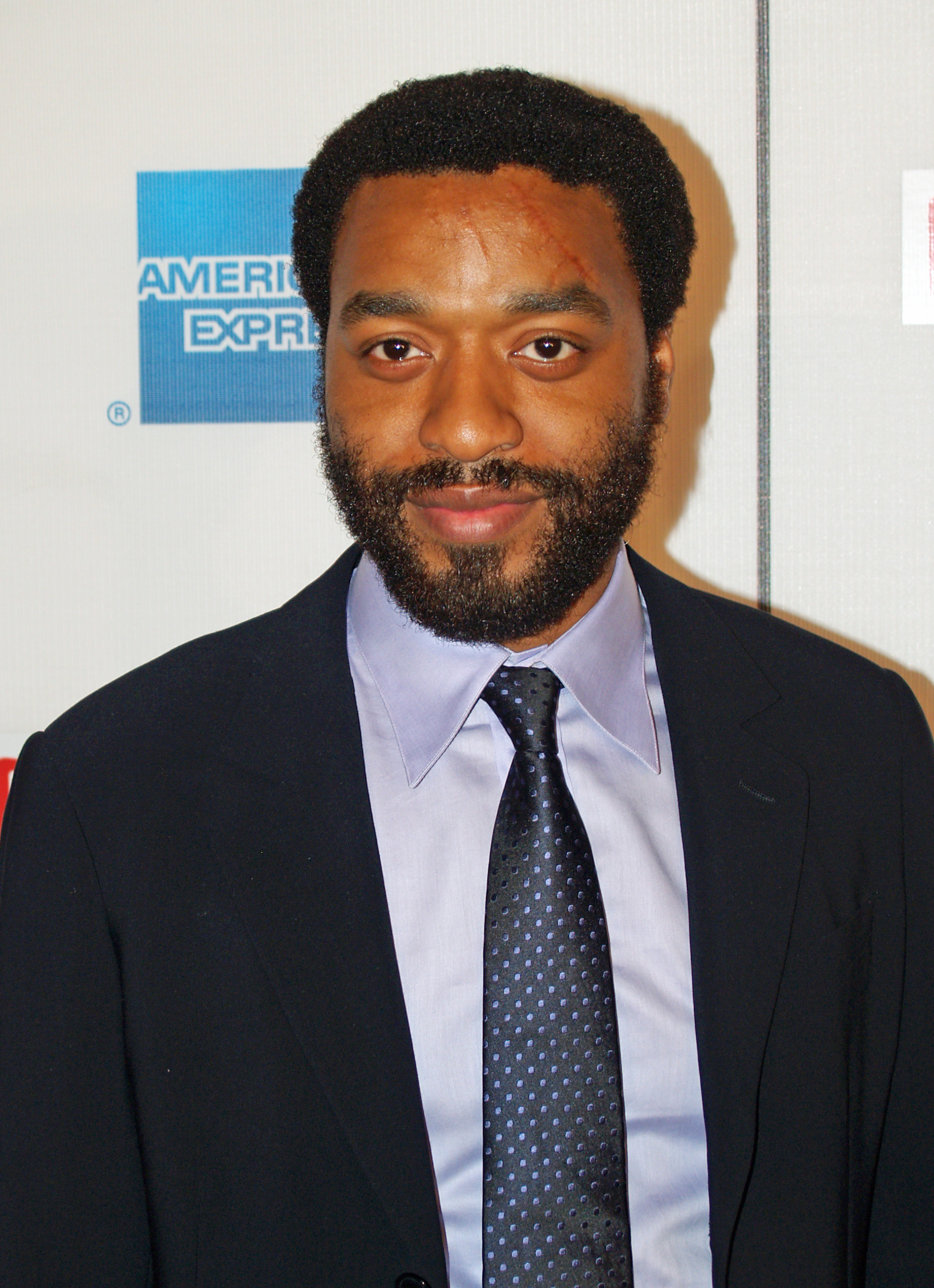
L'acteur à la première de Redbelt au Tribeca Film Festival 2008.

L'année 2004 marque un tournant : elle lui permet d'abord de faire son entrée à Hollywood, en jouant un rôle secondaire du drame She Hate Me, de Spike Lee, puis en participant au drame historique Red Dust de Tom Hooper, tourné en Afrique du Sud. Il est enfin à l'affiche du film concept de Woody Allen, Melinda et Melinda.
En 2005, il poursuit sur sa lancée. Un autre réalisateur afro-américain lui fait confiance : John Singleton lui attribue un rôle dans le thriller d'action Quatre Frères, avec Mark Wahlberg ; puis il se distingue en tant qu'antagoniste dans le premier film de Joss Whedon, Serenity, où il livre une performance complexe. Il participe également à la première réalisation de Wayne Beach, le thriller indépendant Slow Burn (en), et revient en Angleterre pour tenir l'un des premiers rôles de la comédie dramatique musicale Kinky Boots, de Julian Jarrold. Sa prestation lui vaut sa première nomination aux Golden Globes.
L'année suivante, il donne la réplique à des stars dans des films audacieux et acclamés par la critique : le thriller de braquage new-yorkais Inside Man : L'Homme de l'intérieur, de Spike Lee, mené par Denzel Washington et Clive Owen. Il retrouve ce dernier qui porte la fresque de science-fiction Les Fils de l'homme, d'Alfonso Cuarón.
En 2007, sa prestation dans Talk to Me de la réalisatrice Kasi Lemmons lui permet de décrocher le prix du meilleur acteur dans un second rôle aux Independent Spirit Awards. Il est nommé à plusieurs reprises aux Golden Globes et aux British Academy Film Awards dans la catégorie nouveaux talents. Cette même année, il joue sous la direction de Ridley Scott, pour le film de gangsters historique American Gangster, dans lequel il retrouve Denzel Washington et côtoie pour la première fois Russell Crowe.
Les années suivantes, il participe à des projets plus variables : en 2008, le drame sportif Redbelt, écrit et réalisé par David Mamet, dans lequel il tient le premier rôle ; puis il intègre la distribution du blockbuster 2012 de Roland Emmerich, sorti en 2009. En 2010, il alterne de nouveau œuvre ambitieuse et film commercial : le drame historique Endgame de Pete Travis, puis le blockbuster d'action Salt de Phillip Noyce, mené par Angelina Jolie.
En 2011, il revient à la télévision pour mener la mini-série The Shadow Line, puis en 2013, la série dramatique Dancing on the Edge. La même année, il retrouve aussi David Mamet pour le téléfilm Phil Spector.
En 2013, il connaît la consécration : il est en effet la tête d'affiche du drame historique Twelve Years a Slave, réalisé par le Britannique Steve McQueen. Son interprétation lui vaut le meilleur accueil critique de sa carrière : il multiplie les nominations et les récompenses : parmi celles-ci, il décroche le British Academy Film Award du meilleur acteur, et il reçoit sa première nomination à l'Oscar du meilleur acteur.

#### Confirmation

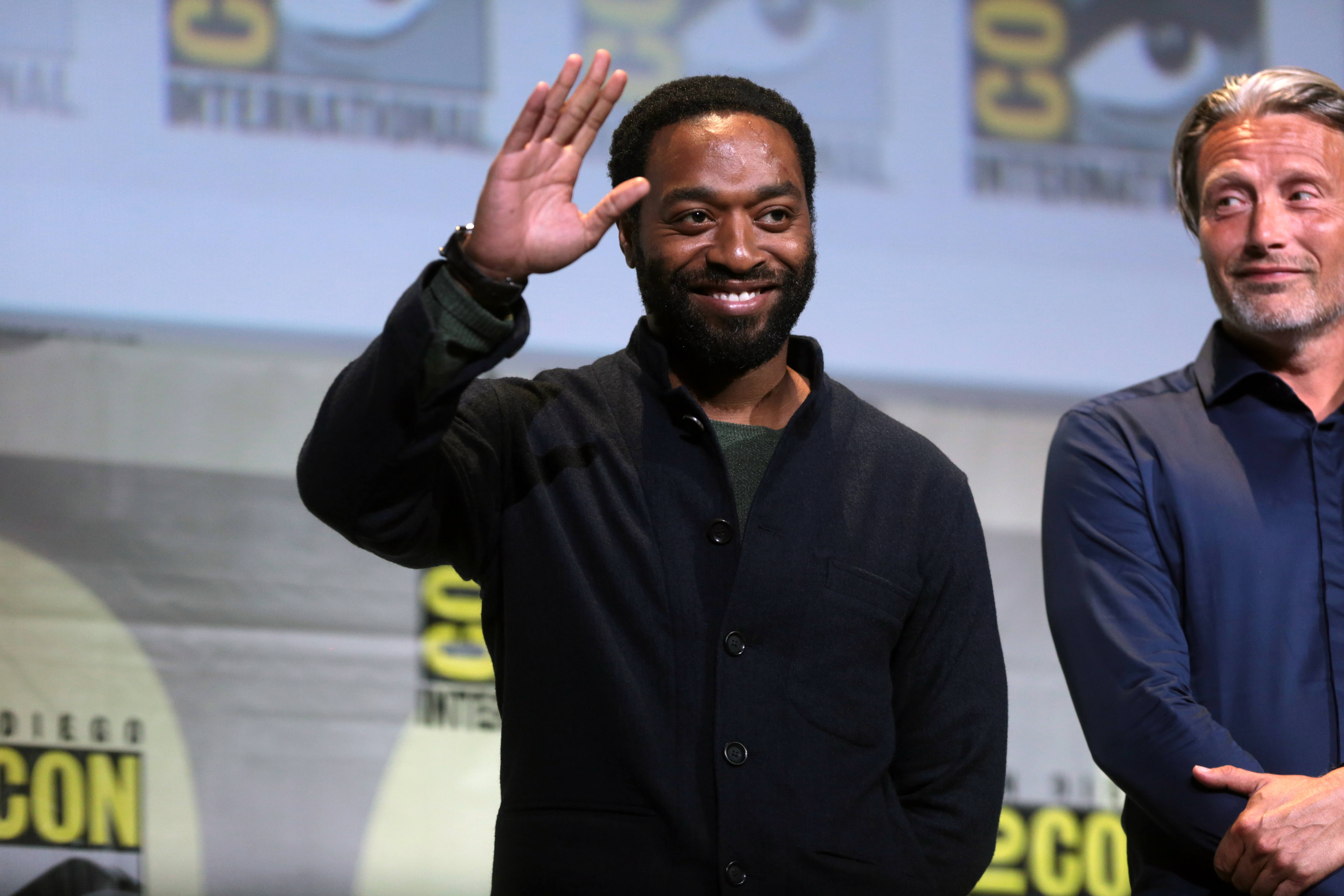
L'acteur aux côtés de Mads Mikkelsen pour la promotion de Doctor Strange au San Diego Comic-Con 2016.

En 2015, il est à l'affiche du film indépendant post-apocalyptique Z for Zachariah de Craig Zobel, où il est entouré de la jeune Margot Robbie et de Chris Pine, puis retrouve Ridley Scott pour le blockbuster de science-fiction Seul sur Mars, porté par Matt Damon. Il conclut l'année en tenant le rôle principal du thriller The Secret in Their Eyes, écrit et réalisé par Billy Ray, où il a pour partenaires Nicole Kidman et Julia Roberts.
En 2016, il participe au polar Triple Nine de John Hillcoat, mené par Kate Winslet et tient le rôle du Baron Mordo dans le blockbuster Marvel Doctor Strange, de Scott Derrickson, dont le rôle-titre est interprété par son compatriote Benedict Cumberbatch.
L'année 2018 le voit incarner l'apôtre Pierre dans le biopic Marie Madeleine, de Garth Davis, mais surtout passer à la réalisation pour le drame indépendant Le Garçon qui dompta le vent, dont l'action se situe au Malawi. Il y seconde le jeune acteur principal Maxwell Simba et donne la réplique à l'actrice française Aïssa Maïga. Parallèlement, il participe à deux productions hollywoodiennes dont la sortie est prévue pour 2019 : il redevient Mordo pour le blockbuster évènement Avengers: Endgame, d'Anthony et Joe Russo, puis double Scar pour le remake Le Roi lion, signé Jon Favreau.

### Carrière théâtrale
Chiwetel Ejiofor interprète le rôle-titre dans la tragédie Othello de William Shakespeare, mise en scène par Michael Grandage. En 2008, il est récompensé aux Laurence Olivier Awards.

## Filmographie

### Comme acteur

#### Cinéma
- 1997 : Amistad de Steven Spielberg : Ens. Covey
- 1999 : G:MT – Greenwich Mean Time (G:MT Greenwich Mean Time) de John Strickland : Rix
- 2000 : It Was an Accident de Metin Hüseyin : Nicky Burkett
- 2001 : My Friend Soweto de Jann Turner : Soweto
- 2002 : Loin de chez eux (Dirty Pretty Things) de Stephen Frears : Okwe
- 2003 : Une souris verte (3 Blind Mice) de Mathias Ledoux : Mark Hayward
- 2003 : Love Actually de Richard Curtis : Peter
- 2004 : She Hate Me de Spike Lee : Frank Wills
- 2004 : Red Dust de Tom Hooper : Alex Mpondo
- 2004 : Melinda et Melinda (Melinda and Melinda) de Woody Allen : Ellis
- 2005 : Quatre Frères (Four Brothers) de John Singleton : Victor Sweet
- 2005 : Serenity de Joss Whedon : The Operative
- 2005 : Slow Burn (en) de Wayne Beach : Trippin
- 2005 : Kinky Boots de Julian Jarrold : Lola
- 2006 : Inside Man : L'Homme de l'intérieur (Inside Man) de Spike Lee : Detective Bill Mitchell
- 2006 : Les Fils de l'homme (Children of Men) d'Alfonso Cuarón : Luke
- 2007 : Talk to me de Kasi Lemmons : Dewey Hughes
- 2007 : American Gangster de Ridley Scott : Huey Lucas
- 2008 : Redbelt de David Mamet : Mike Terry
- 2009 : 2012 de Roland Emmerich : Adrian Helmsley
- 2010 : Endgame de Pete Travis : Thabo Mbeki
- 2010 : Salt de Phillip Noyce : Peabody
- 2013 : Savannah d'Annette Haywood-Carter : Christmas Moultrie
- 2013 : Twelve Years a Slave de Steve McQueen : Solomon Northup
- 2013 : Half of a Yellow Sun de Biyi Bandele : Odenigbo
- 2015 : Les Survivants (Z for Zachariah) de Craig Zobel : Loomis
- 2015 : Seul sur Mars (The Martian) de Ridley Scott : Vincent Kapoor
- 2015 : Aux yeux de tous (The Secret in Their Eyes) de Billy Ray : Ray
- 2016 : Triple 9 de John Hillcoat : Michael Atwood
- 2016 : Doctor Strange de Scott Derrickson : Mordo
- 2018 : Marie Madeleine (Mary Magdalene) de Garth Davis : Pierre
- 2019 : Le Garçon qui dompta le vent (The Boy Who Harnessed the Wind) de lui-même : Trywell Kamkwamba
- 2019 : Le Roi lion (The Lion King) de Jon Favreau : Scar (voix)
- 2019 : Maléfique : Le Pouvoir du Mal (Maleficent: Mistress of Evil) de Joachim Rønning : Conall
- 2020 : The Old Guard de Gina Prince-Bythewood : James Copley
- 2021 : Locked Down de Doug Liman : Paxton
- 2021 : Infinite d'Antoine Fuqua : Bathurst (2020)
- 2021 : Spider-Man: No Way Home de Jon Watts : Mordo (teaser, scène post-générique - non crédité)
- 2022 : Doctor Strange in the Multiverse of Madness de Sam Raimi : Mordo[6]
- 2023 : The Pod Generation de Sophie Barthes : Alvy
- 2024 : The Life of Chuck de Mike Flanagan : Marty Anderson
- 2024 : Venom: The Last Dance de Kelly Marcel : Rex Strickland
- 2025 : Bridget Jones : Folle de lui (Bridget Jones: Mad About the Boy) de Michael Morris : M. Wallaker
- 2025 : Eleanor the Great de Scarlett Johansson
- 2025 : The Old Guard 2 de Victoria Mahoney : James Copley
- 2027 : Children of Blood and Bone de Gina Prince-Bythewood : le roi Saran

#### Télévision
- 1996 : Deadly Voyage : Ebow
- 2001 : Mind Games : Tyler Arnold
- 2003 : Trust : Ashley Carter
- 2003 : Twelfth Night, or What You Will : Orsino
- 2006 : Tsunami : Les Jours d'après (Tsunami: The Aftermath) de Bharat Nalluri
- 2011 : The Shadow Line de Hugo Blick : Jonah Gabrie
- 2013 : Phil Spector (TV) de David Mamet : procureur Mock
- 2013 : Dancing on the Edge : Louis Lester

### Comme réalisateur-scénariste
- 2008 : Slapper (court métrage)
- 2013 : Columbite Tantalite (court métrage)
- 2019 : Le Garçon qui dompta le vent (The Boy Who Harnessed the Wind)
- en projet : Rob Peace

## Distinctions

### Décoration
En 2008, il est fait officier de l'Ordre de l'Empire britannique.

### Récompenses
- Pour Twelve Years a Slave
  - Austin Film Critics Association Awards 2013 : meilleur acteur
  - Black Film Critics Circle Awards 2013 : meilleur acteur
  - Boston Society of Film Critics Awards 2013 : meilleur acteur
  - Chicago Film Critics Association Awards 2013 : meilleur acteur
  - Florida Film Critics Circle Awards 2013 : meilleur acteur
  - Houston Film Critics Society Awards 2013 : meilleur acteur
  - Indiana Film Journalists Association Awards 2013 : meilleur acteur
  - Kansas City Film Critics Circle Awards 2013 : meilleur acteur
  - Online Film Critics Society Awards : meilleur acteur
  - San Francisco Film Critics Circle Awards 2013 : meilleur acteur
  - Southeastern Film Critics Association Awards 2013 : meilleur acteur
  - St. Louis Film Critics Association Awards 2013 : meilleur acteur
  - Utah Film Critics Association Awards 2013 : meilleur acteur
  - Village Voice Film Poll 2013 : meilleur acteur
  - Washington D.C. Area Film Critics Association Awards 2013 : meilleur acteur
  - Women Film Critics Circle Awards 2013 : meilleur acteur
  - AACTA International Awards 2014 : meilleur acteur
  - British Academy Films Awards 2014 : meilleur acteur
  - Central Ohio Film Critics Association Awards 2014 : meilleur acteur
  - Irish Film and Television Awards 2014 : meilleur acteur international
  - London Film Critics Circle Awards 2014 : meilleur acteur
  - North Texas Film Critics Association Awards 2014 : meilleur acteur
  - Oklahoma Film Critics Circle Awards 2014 : meilleur acteur
- British Independent Film Awards 2015 : Richard Harris Award

### Nominations
- Critics' Choice Movie Awards 2014 : meilleur acteur pour Twelve Years a Slave
- Golden Globes 2014 : meilleur acteur dans un film dramatique pour Twelve Years a Slave
- Oscars 2014 : meilleur acteur pour Twelve Years a Slave
- Screen Actors Guild Awards 2014 : meilleur acteur pour Twelve Years a Slave

## Voix francophones
En France, Frantz Confiac est la voix française régulière de Chiwetel Ejiofor. Lucien Jean-Baptiste l'a également doublé à trois reprises.
Au Québec, il est régulièrement doublé par Marc-André Bélanger.